# Skenverk
Skenverk, engelsk originaltitel The Prestige, är en roman av Christopher Priest som släpptes 1995. Boken filmatiserades år 2006 och regisserades av Christopher Nolan med namnet The Prestige.
Boken är uppdelad i 5 delar; Andrew Westley, Alfred Borden, Kate Angier, Rupert Angier och Skenverken. 
Alfred Borden och Ruper Angier var två magiker som levde på slutet av 1800-talet/början på 1900-talet. De försökte avslöja och förstöra varandras trick som slutligen ledde till livsfara. Kate Angier och Andrew Westley är deras barnbarns bars som lever i nutid och hittar deras förfäders dagböcker och man får följa alla fyras tankar genom boken.
Skenverk gavs ut på svenska av Järnringen (förlag) 2006.